# SMLT
Split Multi-Link Trunking (SMLT) est une technologie d'agrégation des liens dans les réseaux informatiques conçus par Nortel (puis Avaya et aujourd'hui Extreme Networks) en 2001, comme une amélioration de la norme Multi-Link Trunking (MLT) tel que définie dans la norme IEEE 802.3ad.
Une limitation générale de la norme Lien agrégation ou Multi-Link Trunking (MLT) ou EtherChannel est que tous les ports physiques dans le groupe d'agrégation de lien doivent résider sur le même commutateur. Les protocoles SMLT, DSMLT et RSMLT suppriment cette limitation en autorisant les ports physiques à être répartis entre deux commutateurs, permettant la création de partages de charge actifs, pour l'architecture de réseaux de haute disponibilité.